# Colleen Camp
Colleen Celeste Camp (San Francisco, 7 juni 1953) is een Amerikaanse actrice, comédienne en filmproducent.
Camp werd geboren in San Francisco en verhuisde op jonge leeftijd naar San Fernando Valley. Ze volgde een studie aan de John H. Francis Polytechnic High School, Los Angeles Valley College en California State University - Northridge.  Ze maakte haar filmdebuut in 1973 met een kleine rol in de film Battle for the Planet of the Apes. Vervolgens speelde ze samen met Bruce Lee in de film Game of Death en was onder meer bekend van de filmreeks Police Academy met de rol van agent Kathleen Kirkland. Ook was ze te zien in kassuccessen als Die Hard with a Vengeance en Speed 2: Cruise Control. Daarnaast speelde ze ook in tientallen televisieseries een gastrol waaronder Happy Days, Starsky and Hutch, The Dukes of Hazzard, Magnum, P.I., Murder, She Wrote, Roseanne, Entourage, House, American Dad! en met twee afleveringen in Dallas als Kristin Shepard.

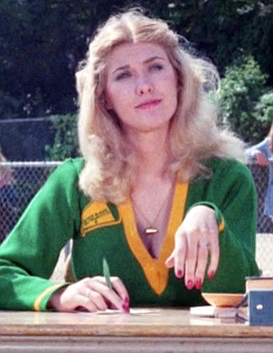
Colleen Camp in The Swinging Cheerleaders (1974)